# Čakan (nástroj)
Čakan je speciální pracovní nástroj používaný k úpravám povrchů kovových předmětů (např. odlitků) nebo tepání plechů.

## Popis nástroje
Čakan bývá vybroušen z ocelových kulatin, ale může být zhotoven i z jiných polotovarů (např. čtyřhranů). Na tomto polotovaru jsou broušením vytvořeny dvě části:

### Úderná část
U této části bývá konec jen mírně zbroušen do komolého jehlanu nebo x-hranu.

### Pracovní část
Touto částí se potlouká a opracovává obrobek. Tvary pracovní plochy se mění dle potřeby práce na obrobku od čtyřhranných přes oválné až po kulaté, dále mohou být i rovné, vypouklé až půlkulaté. Protepání plechů volíme leštěný čakan, pro cizelování odlitků volíme matovací čakan. Též existují i čakany značkovací, tento typ čakanu nemá pracovní část  rovnou, ale má na ni např. písmeno, které se úderem vyrazí do materiálu.